# La Trochita

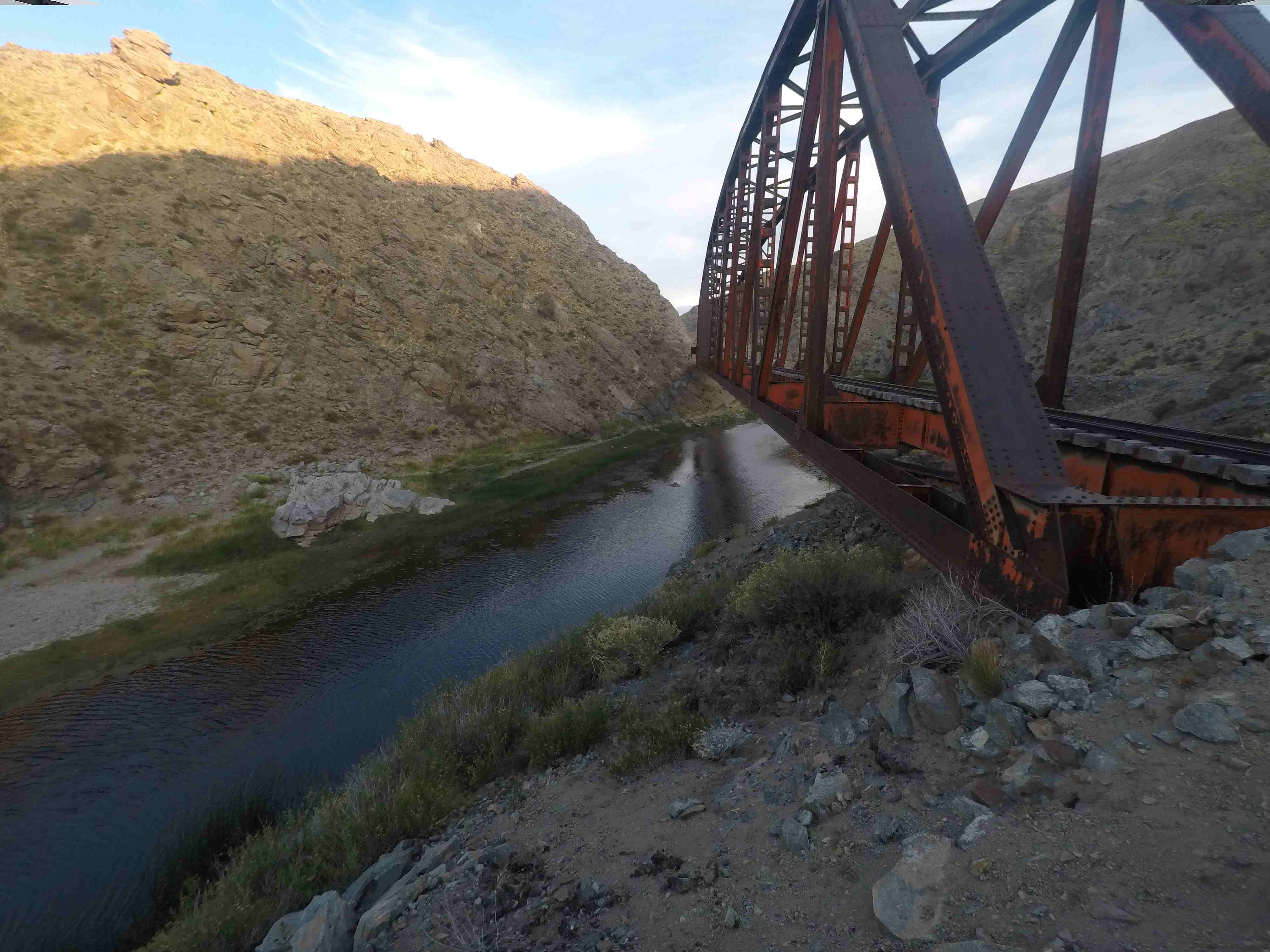

La Trochita, conocida oficialmente como Viejo Expreso Patagónico, es el nombre coloquial dado a una línea de ferrocarril que une las provincias de Río Negro y Chubut de la Patagonia argentina, donde la palabra trocha se aplica como ancho de vía. Planeado como parte de una red ferroviaria más amplia que uniría gran parte del sur argentino, pertenece administrativamente a la traza del Ferrocarril General Roca de la red ferroviaria argentina.
Con los años, la línea se ha convertido en un atractivo turístico a causa de su trocha económica de 750 mm y las locomotoras a vapor que recorren sus 402 km de longitud entre las localidades de Ingeniero Jacobacci y Esquel. En 1998 fue declarado Monumento Histórico Nacional. Se hizo famoso a escala internacional a partir de 1978 gracias a la publicación de la novela El Viejo Expreso Patagónico. de Paul Theroux (en inglés The Old Patagonian Express), y es uno de los ferrocarriles en funcionamiento más australes del mundo, solo superado por los ferrocarriles, también argentinos, del Ferrocarril Río Gallegos - Río Turbio y -el más austral de todos- el Tren del Fin del Mundo, remodelación de uno anterior llamado Tren de los presos.
Su historia está contada en el libro «La Trochita» de Ezequiel López, siendo Declarado de Interés Cultural por la Secretaría de Cultura de la Presidencia de la Nación.
Es uno de los componentes más importantes y conocidos del Sistema Ferroviario en la Patagonia Argentina. Tuvo carácter público y su funcionamiento se desarrolló en forma integrada a la red ferroviaria gracias al transbordo que hacían sus cargas y pasajeros hacia la línea Viedma - Bariloche.

## Toponimia
Su nombre proviene de la distancia entre los rieles que miden sólo 75 cm de ancho y es inferior a la medida estándar de 1 metro que prevalece en el resto de trenes. Esta adaptación de las vías fue pensada para circular por la estepa patagónica y por esta razón es un tren único en el mundo.

## Historia

### Planificación

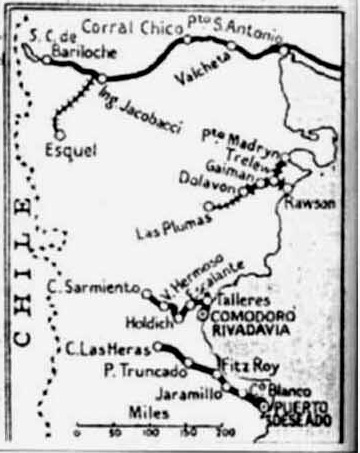
Mapa de la Red Ferroviaria de la Patagonia Argentina hacia 1960: Ferrocarril de Viedma a Bariloche, Ferrocarril Central del Chubut, La línea Económica a Esquel, Ferrocarril de Comodoro Rivadavia a Colonia Sarmiento y el Ferrocarril Puerto Deseado a Colonia Las Heras. Todos correspondientes al Ferrocarril General Roca. Nótese la corta distancia que separaba los ferrocarriles del sur.

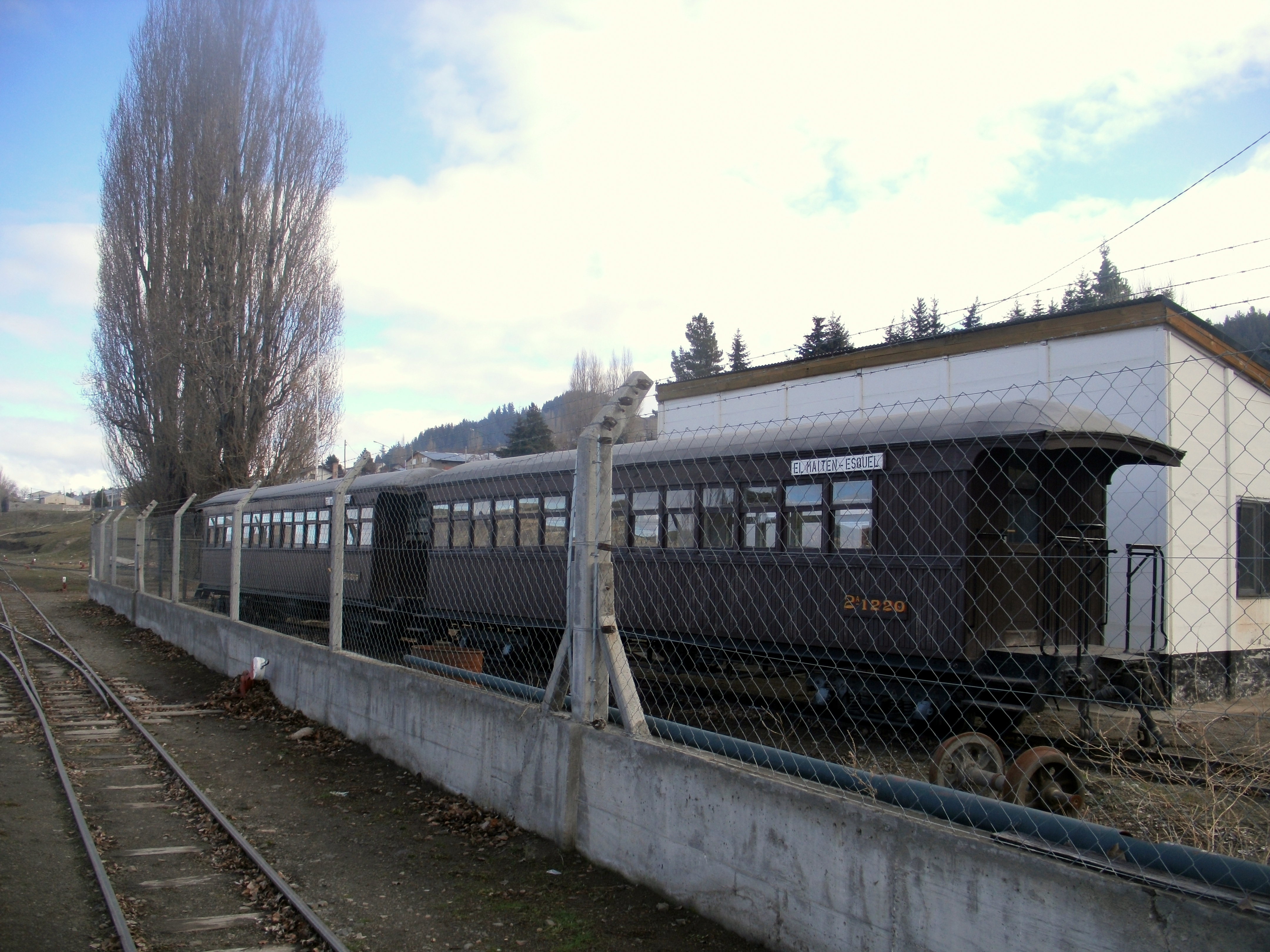
Vagones del viejo tren resguardados en un edificio contiguo a la estación. Los mismos hacen el recorrido hasta El Maitén.

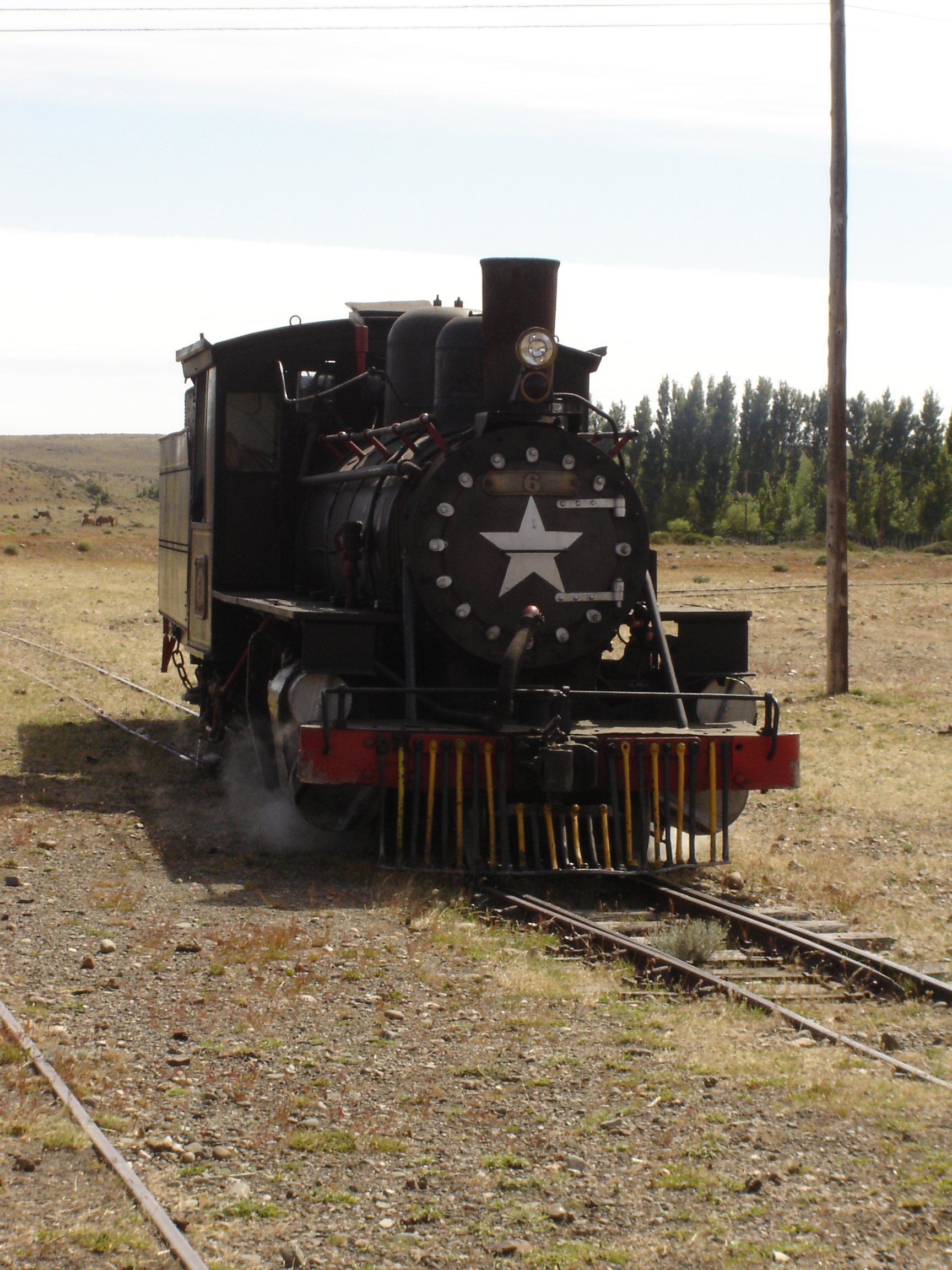
«La Trochita», en Estación Nahuel Pan.

En 1908, el Gobierno de Argentina planeó una red de ferrocarriles a través de la Patagonia. Dos líneas principales unirían San Carlos de Bariloche en los Andes centrales con puertos marítimos de San Antonio Este en el Mar Argentino, y Puerto Deseado en la costa sureste. Se construyeron unos ramales para comunicar la línea central con el lago Buenos Aires (conectando Colonia Las Heras) y Comodoro Rivadavia (conectando Sarmiento). Colonia 16 de Octubre - Esquel y Trevelin - iba a ser conectado vía un ramal a Ingeniero Jacobacci. La red total comunicaría Buenos Aires vía San Antonio Este.
El proyecto perdió fuerza luego de cambios en el gobierno y el inicio de la Primera Guerra Mundial lo que afectó la economía de Argentina y el ingreso de tecnología e inversiones desde Europa. La línea principal norte llegó a Ingeniero Jacobacci en 1916. Sin embargo, para 1914 el kilómetro 282 km marcó el final de la  construcción del Ferrocarril Puerto Deseado a Colonia Las Heras. Además, se paralizó en el kilómetro 197 km al Ferrocarril Comodoro Rivadavia a Colonia Sarmiento. Esto impidió que nunca se conectaran con las demás de la red norte. Los últimos intentos de ampliar la red proyectada vinieron con la finalización de la Trochita 1934 y la paralización prematura en Altos de Las Plumas de las obras de ampliación del Ferrocarril Central del Chubut en 1928.
El ramal se construyó con una trocha angosta de 0,75 cm por razones de costo. Esto llevó a que se la llamara "línea económica"  es decir que fue construida con material barato, de rezago, o por acciones ligadas a la corrupción imperante en la época. En realidad, esta trocha mínima no restó impacto a la región, dado el aprovechamiento integral del ferrocarril durante muchos años. Sin embargo, el tipo de trazado, con muchas curvas, y el material rodante, con tracción a vapor, lento, y los trasbordos en Ing. Jacobacci, indudablemente encarecían los fletes y retrasaban las cargas, lo que se acentuó cuando las rutas y el transporte automotor, sumado al bajo mantenimiento del ferrocarril, hicieron sentir el peso de la competencia con el mismo.

### La línea Esquel

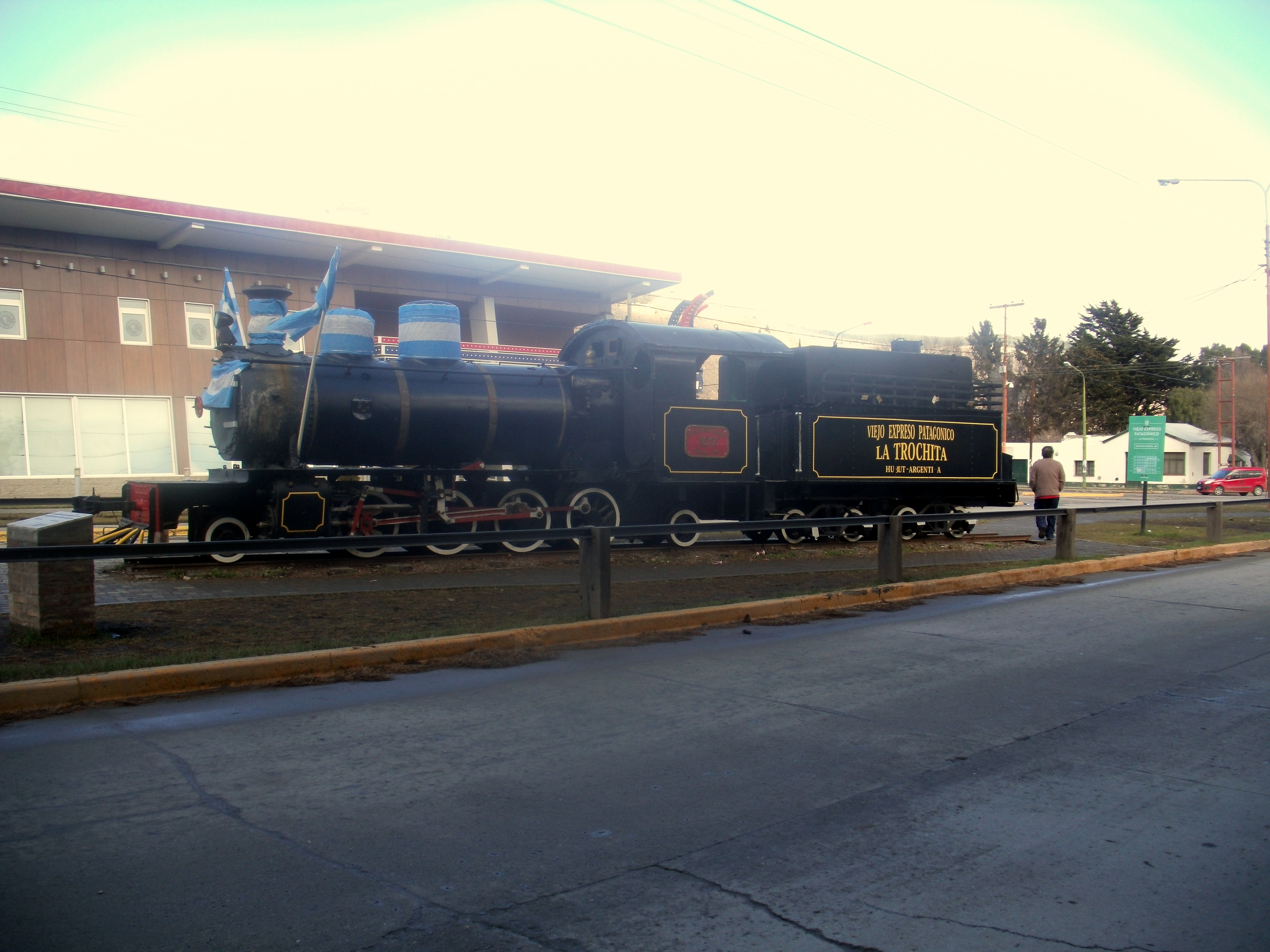
Locomotora Henschel & Sohn G.M.B.H CASSEL a modo de monumento en una avenida de Esquel.

La excepción fue la línea a Esquel. Luego de la Primera Guerra Mundial, los tendidos de trocha angosta y las instalaciones eran abundantes y baratas, debido a su uso intensivo en los frentes de batalla para suministros y el traslado de tropas. Vías de 0,6 m de trocha, para la locomotora Decauville fueron utilizadas extensivamente en las áreas rurales de la Provincia de Buenos Aires, para llevar carga. Para servicios de pasajeros, se encontraban disponibles las locomotoras de 0,75 m de trocha, y se optó por esta alternativa más económica. En 1921 se acordó colocar la línea Jacobacci-Esquel, y conectarla también con la red existente privada de 1m de trocha en el Valle inferior del río Chubut, desde Dolavon hasta Puerto Madryn. Esto se llamaría la Red Ferroviaria Patagónica Liviana.
Los coches belgas y los vagones de carga fueron solicitados en 1922. Además, otras cincuenta locomotoras de la compañía alemana Henschel & Sohn. Posteriormente, se compraron veinticinco locomotoras adicionales a la Baldwin Locomotive Works en Filadelfia (Pensilvania, Estados Unidos).
La primera parte del proyecto era tender un tercer tramo entre los ya existentes a Jacobacci y el Valle de Chubut para que pudieran ser utilizados por los vehículos de trocha angosta. Nuevas líneas fueron colocadas para extender las ya existentes en el Valle de Chubut entre Trelew y Rawson, desde la costa hasta Las Plumas en el oeste. Luego de que inundaciones destruyeran la mayor parte de la línea entre 1931-32, los trabajos comenzaron nuevamente en 1934 con nuevos planes, un puente de 105 metros de largo y un túnel de 110 metros de largo serían construidos. Alrededor de mil personas trabajaron en el duro clima patagónico, muchos de los cuales posteriormente se asentaron allí.
Los trenes comenzaron a circular por los tramos completados de la línea en 1935. En 1941 la línea llegó a El Maitén, donde fueron construidas instalaciones para el mantenimiento. El primer tren a Esquel entró en la ciudad el 25 de mayo de 1945. Sin embargo, hasta 1950 fue solamente un servicio de carga. El primer servicio de pasajeros lanzado en 1950 conectó Esquel con Buenos Aires (arribando a la estación de Constitución), previo transbordo en Jacobacci. Los pasajeros viajarían en duros bancos de madera junto a una estufa, la cual sería útil para cocinar, pero principalmente para preparar mate y calentar. Los bancos de madera de la línea y la lenta velocidad de la red permitía a los pasajeros caminar dentro del tren entre ciertas secciones, a lo largo de 16 horas de viaje.
En 1948, tras la nacionalización de Perón, el decreto N.º 32.574 reorganizó las líneas ferroviarias administradas por Ferrocarriles del Estado. Producto de este ajuste se crearon 8 ferrocarriles General Bartolomé Mitre, General Belgrano, Domingo F. Sarmiento, General Roca, General San Martín, General Urquiza y Patagónico. Por este motivo, los ferrocarriles de Comodoro a Sarmiento, de Puerto Deseado a Las Heras, de General Vintter a San Juan y  de Puerto Madryn a Altos de las Plumas integraron el nuevo Ferrocarril Patagónico. Bajo esta administración todos sus ferrocarriles vivieron un periodo dorado en esa época. Sin embargo, a pesar de que se intentó ganar más tráfico y coordinar con los servicios marítimos; la mala gestión administrativa con demasiados empleados, falta de capital y la imposibilidad de competir contra el transporte automotor más eficiente hicieron que los clientes se decantaran por los camiones poco a poco. La gerencia del ferrocarril se ubicó en Puerto Madryn. Los ferrocarriles operaron como empresas autónomas para luego quedar bajo la órbita de la Empresa Nacional de Transportes (ENT). Empresa responsable del transporte tranviario, subterráneo y automotor nacionalizado.
En 1956 se creó la Superintendencia de Ferrocarriles y en 1958, al liquidarse la Empresa Nacional de Transportes, se constituyó la Empresa de Ferrocarriles del Estado Argentino (EFEA) agrupando exclusivamente a las seis líneas ferroviarias -el Ferrocarril Patagónico fue  incorporado a la órbita del General Roca-. En esta reorganización posterior, bajo el Ferrocarril Roca, la superintendencia de las líneas patagónicas se erigió en Puerto Madryn. Para esos años el tráfico estaba agonizando; la superintendencia realizó un correcto diagnóstico de la situación: la única solución a los inminentes cierres era la construcción del Ferrocarril Transpatagónico que nunca fue hecho. De todas formas, la nueva organización bajo el Roca  terminó de condenar a casi todas las líneas patagónicas. En apenas algunos años siguientes las clausuras comenzaron en parte con el plan Larkin y continuaron luego con Videla y Menem. Una investigación posterior al final de las líneas patagónicas expuso que las razones que llevaron al cierre de estas líneas aisladas fueron que la administración del ferrocarril desconocía el verdadero sistema de explotación de los ramales patagónicos. Además, se determinó en este estudio que el rendimiento era mínimo para la empresa y que existía una falta de renovaciones de las unidades de transportes y una carencia total de respuestas para efectuar las reparaciones necesarias.

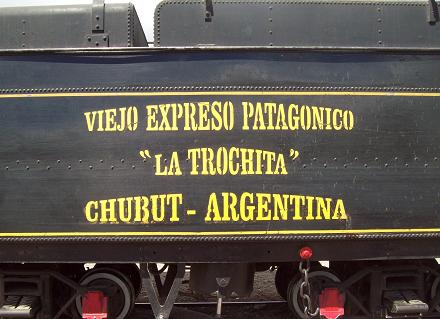
El nombre oficial y el nombre popular del servicio, en el vagón de carbón del tren.

El servicio fue ampliamente utilizado para carga en las décadas de 1960 y 1970, contribuyendo al desarrollo de la zona, especialmente para la construcción de la represa sobre el Río Futaleufú y para el crecimiento de El Maitén gracias a los trabajos de mantenimiento en las locomotoras.

### Declinación e intento de clausura
Si bien la línea estuvo plagada de rumores de cierres, fue definitivo que antes de1960 estaban listo los estudios que recomendaban el abandono de este ramal junto con líneas vecinas como Ferrocarril Central del Chubut, Línea Económica al Valle del Río Negro, el ferrocarril de Puerto Deseado y el ferrocarril de Comodoro entre otros. Tras la implementación del plan Larkin en 1961; la primera ola de cierres alcanzó al ferrocarril al Valle del Río Negro entre varios ramales clausurados. Los gremios de los ferrocarriles locales respondieron con una larga jornada de protesta pacífica; que cuando finalizó logró detener los cierres. Sin embargo, el gobierno nacional respondió clausurando al Ferrocarril del Chubut. La clausura fue sorpresiva y se dio cuando al pretender regresar a sus puestos, los trabajadores se encontraron con la clausura definitiva del ramal 30 de octubre de 1961. Gracias a la férrea resistencia gremial, las demás líneas sobrevivieron un tiempo más. No obstante, al final de la década de 1970, la dictadura militar Proceso de Reorganización Nacional clausuró las dos líneas de trocha ancha aisladas en el sur, Ferrocarril de Comodoro Rivadavia y Ferrocarril Patagónico. La Trochita, a su vez, también comenzó a decaer debido a las mejoras en las carreteras, el aumento de camiones y ómnibus, y las dificultades para mantener una línea ferroviaria tan aislada por quedar alejada de la capital del país y de la principal industria ferroviaria.
Sus fletes eran ineficaces con altos costos de tiempo por su velocidad, trazado de curvas y transbordos que obligaban a las cargas a la espera de un día en Jacobacci. Ante esto muchos productores prefirieron el camión que era más costoso pero rápido.  La crisis del servicio se acentuó en los años 1980 cuando se vendían boletos en Esquel y en Jacobacci, por un valor cercano a los 3 o 4 millones de australes, con mayor demanda en verano que en invierno. Sin embargo, esa cifra no alcanzaba a pagar los sueldos del personal del Trocha. A pesar de la pérdida económica existía una necesidad de mantener el servicio por parte del Estado; pero que luego sería parte de las motivaciones contundentes para cerrarlo dentro de los planes de reducción de déficit fiscal.
Sin embargo, durante el mismo período, la Patagonia sería ‘descubierta’ por los turistas y La Trochita se convirtió en una atracción. En un libro de Theroux se le dio una amplia difusión y se le dio el nombre de El Viejo Expreso Patagónico. En 1986 la Trochita aumentó su popularidad con su aparición en la película Flores amarillas en la ventana, luego en 1989 retornó al cine con la producción Guerreros y cautivas.
De todas formas, la línea no era rentable. Las comunidades a las cuales prestaba servicio tenían una baja demanda y no llegaban a satisfacer la oferta generando déficit; finalmente en 1993 se decidió cerrar la línea. Sin embargo, hubo una protesta nacional e incluso internacional sobre la decisión de cerrar la línea que se había convertido en un emblema de una época pasada y de esa región en particular. Los gobiernos provinciales se unieron para mantener la línea en funcionamiento.

### Renacimiento
La línea circula actualmente en dos tramos: el más visitado corre entre Esquel y Nahuel Pan; el otro circula entre El Maitén y Desvío Ingeniero Bruno J. Thomae. Ocasionalmente, se puede contratar el recorrido completo entre Esquel y El Maitén.

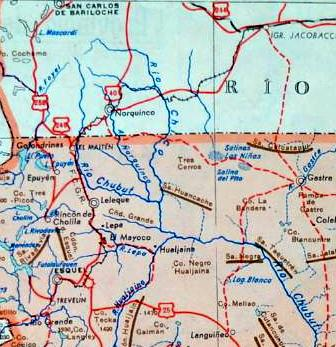
Mapa de los puntos más relevantes del ferrocarril en 1962. Nótese que solo 2 de estos puntos se ubicaban en Río Negro.

La Provincia de Río Negro, que no utiliza el ramal desde mediados de los años 1990, está analizando su reutilización. De todas formas, durante estos años, se han realizados algunos viajes completos (Jacobacci-Esquel), así como excursiones programadas desde el extranjero. El clima árido de la zona hace que la vía no presente obstrucciones serias, aun cuando pasen varios meses sin tráfico.
Se han formulado planes para rehabilitar toda la longitud de la línea entre Ingeniero Jacobacci y Esquel, aunque no se ha avanzado en el proyecto.
En 1999, el Gobierno de Argentina ha declarado a La Trochita como Monumento Histórico Nacional.
Desde 2011 los Talleres de Ingeniero Jacobacci restauraron dos locomotoras de la Trochita. Para realizar esta tarea y a falta de personal capacitado se contrató la Empresa G&G Metalmecanica. Desde entonces se han corrido algunos chárteres turísticos puntuales. Carlos Kmet es el mecánico coordinador de área, hace mantenimiento de las locomotoras y reparaciones en la línea. Su trabajo de mantener las locomotoras originales de 1922 se está haciendo cada vez más difícil, debido a la falta de repuestos y experiencia, y a la distancia entre su base en El Maitén y la concurrida estación Esquel, que conlleva frecuentes cortes en el servicio.
En 2011 una fuerte tormenta provocó en el paraje conocido (por su forma) como "La Vuelta del Huevo"  un momentáneo cese de servicios hasta que la locomotora fuera reparada artesanalmente; en julio de 2011 los problemas estaban resueltos.
En febrero de 2012 los gobernadores de Chubut, Martín Buzzi, y de Río Negro, Alberto Weretilneck, firmaron un acuerdo para la reactivación del ramal completo.
Hacia el 2014 se retomaron las tareas teniendo en condiciones dos locomotoras, una más en reparación y todo los coches restaurados para ofrecer servicio.
El 21 de septiembre de 2018 se realizó la reactivación del servicio turístico semanal Ingeniero Jacobacci - Ojo de Agua luego de 6 años inactivo, por parte de empresa estatal Tren Patagónico S.A.
El 10 de diciembre de 2021 se realizó una prueba piloto para unir las localidades de El Maitén en la provincia de Chubut, y Ñorquinco, en la provincia de Río Negro. Los gobiernos de ambas provincias realizaron diferentes inversiones para reactivar el ramal que conecta dichas estaciones, luego de transcurridos 15 años en que esto no ocurría. Para esto se repararon y acondicionaron los 35 kilómetros de vías que unen ambas estaciones. Adicionalmente, se construyó en Ñorquinco el triángulo de giro, el cual permite que la locomotora invierta la marcha y pueda emprender el trayecto de regreso.

## Galería
|                                                             |
| Inauguración del tramo Lepa - Esquel el 25 de mayo de 1945. |

|                                      |
| Interior de un vagón de La Trochita. |

|                                                                  |
| El ferrocarril integrado a la red nacional del Ferrocarril Roca. |

## En la cultura popular
- El ferrocarril es largamente mencionado en el libro The Old Patagonian Express (1979) de Paul Theroux.[19]
- También aparece en las películas argentinas Flores amarillas en la ventana y Guerreros y cautivas.[20]